# ساج (محرك لعبة)
ساج (محرك ألعاب الأكشن الأستراتيجية) هو محرك ألعاب تم تطويره من قبل شركتي إي آيه لوس أنجلوس و ويستوود ستوديوز للألعاب من نوع استراتيجية الوقت الحقيقي .

## ألعاب تستخدمه
- Emperor: Battle for Dune - without any Modding SDK
- Earth & Beyond
- Command & Conquer: Renegade
- Command & Conquer: Renegade 2 (canceled)
- Command & Conquer: Continuum (canceled)
- Red Alert: A Path Beyond
- كوماند أند كنكر: جينرالز
  - Command & Conquer: Generals - Zero Hour
- The Lord of the Rings: The Battle for Middle-earth
- سيد الخواتم: معركة الأرض الوسطى 2
  - The Lord of the Rings: The Battle for Middle-earth II: The Rise of the Witch-king
- كوماند أند كونكر 3: تيبيريم وارز
  - كوماند اند كونكر:غضب كين
- كوماند أند كنكر: ريد أليرت 3
  - Command & Conquer Red Alert 3: Uprising
- Command & Conquer 4: Tiberian Twilight